# Pseudocerastes
Pseudocerastes – rodzaj jadowitych węży z podrodziny żmij (Viperinae) w rodzinie żmijowatych (Viperidae).

## Zasięg występowania
Rodzaj obejmuje gatunki występujące w Azji (Egipt (Synaj), Syria, Izrael, Jordania, Arabia Saudyjska, Oman, Zjednoczone Emiraty Arabskie, Irak, Iran i Pakistan). 

## Systematyka

### Etymologia
Pseudocerastes: gr. ψευδος pseudos „fałszywy”; rodzaj Cerastes Laurenti, 1768.

### Podział systematyczny
Do rodzaju należą następujące gatunki: 
- Pseudocerastes fieldi
- Pseudocerastes persicus – żmija perska[6]
- Pseudocerastes urarachnoides